# Die Meute der Erben
Die Meute der Erben ist ein deutscher Fernsehfilm von Ulrich König aus dem Jahr 2001 nach Motiven des gleichnamigen Romans von Gaby Hauptmann. Die Hauptrollen spielen neben Günter Pfitzmann, Veronika Fitz, Catherine Flemming, Eleonore Weisgerber und Friederike Wagner. Rosemarie Fendel ist in der Rolle einer exzentrischen, aber liebenswerten Diva zu sehen, die ihrem Leben selbst ein Ende setzt.

## Handlung
Bauunternehmer Arno Adelmann, der sich nach einem Infarkt vor drei Jahren aus dem Berufsleben zurückgezogen hat, lebt zusammen mit seiner umsichtigen Haushälterin Nancy in einer geräumigen Villa am Bodensee. Adelmann hat so seine Macken, aber das Herz, wie man so schön sagt, am rechten Fleck. Eine Marotte von ihm ist es, dass er Maulwurfshügeln, die seinen schönen Rasen verunstalten, mit einer Schrotflinte zu Leibe rückt.
An Adelmanns 77. Geburtstag lassen sich auch seine Töchter Thekla und Bianca nebst Ehemännern mal wieder bei ihrem Vater blicken, für den sie sonst eher wenig Zeit haben. Mit Argusaugen schauen sie sich um, ob in der Villa auch keine Wertgegenstände verschwunden sind, die sie als Erbe schon eingeplant haben. Ihre mitgebrachten Geschenke, die sie in höchsten Tönen anpreisen, finden nicht gerade Gnade vor Adelmanns Augen. Ein weiterer Gast ist Romy, eine ganz besondere Freundin des Geburtstagskindes. Sie ist zusammen mit dem wesentlich jüngeren Claudio Barilla erschienen, den sie als ihren Vorleser vorstellt.
Da Adelmann am Tag zuvor mehr aus Versehen auf die Katze der kleinen Caro geschossen hat, schickt ihn Nancy am nächsten Morgen mit einem Tablett mit Köstlichkeiten zu deren Mutter Ina, die das Nachbargrundstück mit einem sehr renovierungsbedürftigen Haus geerbt hat. Fast stürzt ihm dort die Decke auf den Kopf, als sie urplötzlich einbricht. Da ein Wohnen in dem einsturzgefährdeten Gebäude momentan nicht möglich ist, bietet Adelmann Mutter und Tochter an, vorübergehend bei ihm im Haus zu wohnen. Gleichzeitig kümmert er sich ab diesem Zeitpunkt auch um die Überwachung der Baumaßnahmen.
Das ruft seine Tochter Thekla und den nicht weniger am Erbe interessierten Bert Hübner, den Mann ihrer jüngeren Schwester Bianca, auf den Plan. Beide haben Angst, dass das zu erwartende Erbe geschmälert wird. Bei passender Gelegenheit droht Thekla Ina ganz unverhohlen, dass sie in ihr eine Erbschleicherin sehe. Als Ina sich daraufhin zurückzieht, wäscht Adelmann seiner Sippe gehörig den Kopf und droht sogar mit Enterbung. Nun greifen Thekla und ihr Schwager Bert zu härteren Bandagen, sie wollen den alten Herrn für geschäftsunfähig erklären lassen. Ein befreundeter Psychotherapeut und vereidigter Sachverständiger soll ihnen dabei behilflich sein und ein Gutachten in ihrem Sinne abfassen. Bert ist sich sicher, dass das klappt, da dieser ihm noch etwas schulde.
Als beide Romy aufsuchen, um ihr angeblich Geschichten von früher für ein Buch zu entlocken, finden sie sie tot im Sessel sitzend. Sie hat das Gift der Belladonna eingenommen, wie sie auf einem Video freimütig erklärt. Thekla und Bert sehen eine Chance, Ina, die die Apotheke führt, die einmal Romys Mann gehört hat, zusammen mit Claudio als Mörderpärchen abzustempeln und Arno in einen Infarkt zu treiben. Also verstecken sie das Giftfläschchen zwischen Claudios Sachen und nehmen das Video mit. Als Kommissar Meissner sie befragt, geben beide absichtlich falsche Hinweise. Auch den Abschiedsbrief an Claudio, der Alleinerbe der reichen Frau ist, lassen sie verschwinden. Claudio wird daraufhin inhaftiert. Als ob Romys Tod für Adelmann nicht schon schlimm genug wäre, erhält er dann auch noch einen Brief des Gerichts, das ihm mitteilt, dass seine Töchter ihn für geschäftsunfähig erklären lassen wollen.
Ina fällt auf, dass Romy genau zehn Jahre nach dem Tod ihres Mannes zu Tode gekommen ist. Zusammen mit anderen Merkwürdigkeiten erhärtet sich der Verdacht, dass da jemand die Finger im Spiel hat. So stellen Nancy und Ina Ermittlungen an und können mit Biancas Hilfe die Überreste der von Bert vernichteten Videokassette sicherstellen. Bert hat seine Frau gerade wissen lassen, was er davon hält, dass sie schwanger ist. Die Sitzung über Arno Adelmanns Geschäftsfähigkeit fällt ganz und gar anders aus, als Thekla und Bert sich das vorgestellt haben. Der Gutachter, der Bert erklärt, dass er ihm nichts mehr schulde, spricht sich gegen den Antrag aus. Das defekte Video Romys konnte soweit wieder hergestellt werden, dass klar wird, dass sie das Gift aus freien Stücken eingenommen hat, und der Richter hört, wie Thekla Bert angiftet und sich beschwert, dass sie für ein solches Gutachten auch noch 10.000 Euro bezahlt habe. Thekla und Bert werden von Kommissar Meissner wegen Vortäuschung einer Straftat festgenommen. Der Antrag auf Geschäftsunfähigkeit wird abgelehnt. Bianca entschuldigt sich bei ihrem Vater und gesteht ihm, dass sie schwanger ist, und der alte Herr freut sich von Herzen, doch noch Opa zu werden. Arno und Nancy heiraten.

## Hintergrund, Veröffentlichung
Für Henriette Confurius, geboren 1991, gehört dieser Film neben der Komödie Frauen, die Prosecco trinken, der einen Monat früher gesendet wurde, zu den ersten beiden Filmen, in denen sie mitwirkte. Für Günter Pfitzmann hingegen war es sein letzter Film in einer Hauptrolle. Im Jahr 2002 wirkte er nur noch als Gastdarsteller in zwei Serienfolgen mit, bevor er 2003 einem Herzinfarkt erlag.
Wie Gaby Hauptmann, die Autorin der Vorlage, berichtete, habe Günter Pfitzmann sie nach der Ausstrahlung des Films angerufen und gefragt, ob sie sich eine Serie vorstellen könne, da ihm seine Rolle so viel Spaß gemacht und er sich während der Dreharbeiten so gut gefühlt habe wie selten. Sie habe sich über seinen Vorschlag sehr gefreut und sich das gut vorstellen können, leider habe Pfitzmann dafür aber nicht mehr lange genug gelebt. Hauptmann bekannte, dass Anstoß für ihr Buch und die Hauptfigur der Uhrenfabrikant Junghans gewesen sei, der sich nun im Himmel mit Pfitzmann ja sicherlich viel zu erzählen habe.
Die Meute der Erben wurde am 6. April 2001 im Programm des SWR erstgesendet.

## Kritik
TV Spielfilm zeigte für den Film den Daumen zur Seite und meinte, das „an Harmlosigkeit kaum zu überbietende Boulevard-Stück“ sei „so aufregend wie eine Butterfahrt“.
Kino.de sah das ganz anders und sprach von einer „turbulente[n] Fernsehkomödie mit dem wunderbaren Günter Pfitzmann. Der 2003 verstorbene Schauspieler [habe] sich als Idealbesetzung für die Rolle des Alten, der seine erbtollen Töchter und Schwiegersöhne an der Nase herumführt“ erwiesen. Pfitzmann habe so viel Spaß an seiner Rolle gehabt, dass er sogar eine Fortsetzung angeregt habe, die jedoch nicht mehr zustande kam.
Im Lexikon des internationalen Films war zu lesen: „Turbulent-anspruchslose (Fernseh-)Komödie um die kleinen Spannungen in der Familie, die sich aus gegebenen Anlässen zu mittelschweren Katastrophen auswachsen.“
HeuteTV lobte die Verfilmung mit den Worten: „‚Die Meute der Erben‘ ist eine schwungvoll und mit zündendem Witz inszenierte Komödie mit einem hinreißenden Günter Pfitzmann in der Hauptrolle.“